# Dollar Tree
Dollar Tree, Inc. är ett amerikanskt multinationellt detaljhandelsföretag som är inom nischen lågprisvaruhus och säljer varor som inte överstiger en amerikansk dollar per vara till konsumenter i USA. Deras kanadensiska varuhus har dock 1,25 kanadensiska dollar som högsta varupris på grund av högre driftkostnader i Kanada. De förfogar över fler än 15 000 lågprisvaruhus som är placerade i alla amerikanska delstater utom Alaska och Hawaii och i fem kanadensiska provinser.
Företaget grundades 1986 av Macon F. Brock, Jr., Ray Compton och Doug Perry som Only $1.00 Inc. och hade initialt fem lågprisvaruhus, en i Georgia; en i Tennessee och tre i Virginia, Brock och Perry hade med Perrys far K.R. Perry startat en leksaksaffärskedja med namnet K&K Toys 1970 och drev det parallellt med lågprisvaruhusen. 1991 sålde man av K&K Toys för att koncentrera sig helt på Only $1.00 Inc. och 1993 fick företaget sitt nuvarande namn.
För 2019 hade de en omsättning på omkring $22,8 miljarder och hade en personalstyrka på 57 200 anställda. Deras huvudkontor ligger Chesapeake i Virginia.